# Solan & Eri: Missió a la Lluna
Solan & Eri: Missió a la Lluna (títol original: Månelyst i Flåklypa) és una pel·lícula noruega dirigida per Rasmus A. Sivertsen, estrenada el 2018, basada en uns personatges d'una sèrie de llibres del dibuixant noruec Kjell Aukrust.
A Catalunya es va projectar, doblada al català, com a Solan & Eri: Missió a la Lluna.

## Altres pel·lícules del mateix univers
- Grand Prix a la muntanya dels invents (1975)
- Solan, Ludvig og Gurin med Reverumpa (1998)
- Solan og Ludvig – Jul i Flåklypa (2013)
- Solan og Ludvig - Herfra til Flåklypa (2015)